# نيك فيوري (عالم مارفل السينمائي)
نيكولاس جوزيف "نيك" فيوري هو شخصية خيالية أداها الممثل صامويل إل. جاكسون في عالم مارفل السينمائي (MCU)، وهو مبني على شخصية تحمل الاسم نفسه من قصص مارفل المصورة. يُصوَّر فيوري بصفته مدير منظمة شيلد (S.H.I.E.L.D.)، ويطلق مبادرة المنتقمون بعد لقائه بكابتن مارفل وسلالة السكَرول، كما يتعرف على تهديدات خارجية مثل الكري.
يساعد فيوري الفريق الذي جمعه لمواجهة مجموعة من التهديدات، بما في ذلك لوكي، الجندي الشتوي، وألترون. لااحقًا، يساعد كابتن أمريكا على إسقاط منظمة شيلد بعد اكتشاف أنها مُخترَقة من قبل المنظمة الإرهابية هيدرا. يزوّر وفاته ويسلّم إدارة المنظمة لماريا هيل، وبعد أن يتعرض لظاهرة الاختفاء (Blip) ثم يُستعاد إلى الحياة، يكرّس وقته لتطوير محطة الدفاع الفضائي سايبر (S.A.B.E.R). يُستدعى لاحقًا إلى الأرض لإيقاف غزو من قِبل سكَرول متمرّدين.
قبل تأسيس عالم مارفل السينمائي، كانت مارفل كومكس قد دمجت ملامح جاكسون في إعادة تصميم الشخصية ضمن سلسلة القصص المصورة الألتيميتس (2002). اعتبارًا من سنة 2025، جسّد جاكسون شخصية فيوري في اثني عشر فيلمًا من عالم مارفل السينمائي، بدءًا من ظهوره في المشهد الختامي بعد شارة فيلم آيرون مان (2008) وقد نال استحسان النقاد والجمهور لأدائه كما ظهر في حلقتين من مسلسل عملاء شيلد (2013–2014)، ولعب دور البطولة في مسلسل الغزو السرّي (2023) على منصة ديزني+. ظهرت نسخ بديلة من الشخصية في مسلسل الرسوم المتحركة ماذا لو…؟ (2021–2024) على ديزني+، مع إعادة جاكسون أداء الدور.